# NGC 121
NGC 121 (другое обозначение — ESO 50-SC12) — старейшее из известных классических шаровых скоплений в Малом Магеллановом Облаке, расположенное в созвездии Тукана. Его возраст оценивается чуть менее чем в 11 миллиардов лет, что делает его значительно моложе аналогичных скоплений в нашей галактике.